# Kirchseelte
Kirchseelte ist eine Gemeinde in der Samtgemeinde Harpstedt im Landkreis Oldenburg in Niedersachsen. Die Gemeinde erstreckt sich auf einer Fläche von 14,98 Quadratkilometern und zählte Ende 2022 genau 1150 Einwohner.

## Geographie

### Geographische Lage
Die Gemeinde Kirchseelte liegt rund 25 Kilometer südwestlich der Bremer Innenstadt – am Rande der Harpstedter Geest im Naturpark Wildeshauser Geest.
Der nach Norden strömende Klosterbach bildet die östliche Gemeindegrenze und mündet nach etwa 16 Kilometern westlich von Bremen-Huchting in die Ochtum.

### Gemeindegliederung
Die Gemeinde umfasst die Ortschaft Kirchseelte mit den Ortsteilen Klosterseelte im Süden und Ördekenbrück im Norden.

## Geschichte
Die Ortschaft Kirchseelte wurde 1211 als Selete erstmals urkundlich erwähnt.

### Abtretungen
Am 1. Juli 1972 wurde ein Gebiet mit etwa 200 Einwohnern an die Nachbargemeinde Heiligenrode abgetreten.

### Eingemeindungen
Am 1. März 1974 wurde die Nachbargemeinde Klosterseelte nach Kirchseelte eingegliedert.

## Politik

### Gemeinderat
Der Rat der Gemeinde Kirchseelte hat elf Mitglieder. Dies ist die festgelegte Anzahl für die Mitgliedsgemeinde einer Samtgemeinde mit einer Einwohnerzahl zwischen 1001 und 2000 Einwohnern. Die elf Ratsmitglieder werden durch eine Kommunalwahl für jeweils fünf Jahre gewählt. Die aktuelle Amtszeit begann am 1. November 2021 und endet am 31. Oktober 2026.

Die letzten Gemeinderatswahlen ergaben folgende Sitzverteilungen:
| Partei                | 2021     | 2016     |
| --------------------- | -------- | -------- |
| CDU                   | 4        | 4        |
| SPD                   | 4        | 5        |
| Bündnis 90/Die Grünen | 2        | 1        |
| FDP                   | 1        | 1        |
| Gesamt                | 11 Sitze | 11 Sitze |
| Wahlbeteiligung       | 60,92 %  | 63,15 %  |

### Bürgermeister
Der Gemeinderat wählte das Gemeinderatsmitglied Klaus Stark (SPD) zum ehrenamtlichen Bürgermeister für die aktuelle Wahlperiode.

### Wappen
Das Wappen der Gemeinde zeigt einen schwarzen Beschlag in Form eines stilisierten „K“ und dessen anliegendem Spiegelbild mit insgesamt zehn silbernen Nägeln auf goldenem Grund.

## Sehenswürdigkeiten
- Hofanlage Ördekenbrück mit dem Dreimädelhaus von 1767
- Hofanlage Huus Veertein mit Wohn- und Wirtschaftsgebäude von 1836 und versetztem Speicher nebst Scheune (Haus Kammel)

## Verkehr
Die Landesstraße L 338 durchquert von Wildeshausen kommend den Ort Richtung Bundesstraße 51.
Die Strecke der zwischen Delmenhorst und Harpstedt verkehrenden historische Kleinbahn Jan Harpstedt führt durch Kirchseelte.

## Infrastruktur
- Dorfgemeinschaftshaus mit Gemeindebüro, Spielplatz und Grillhütte
- Freiwillige Feuerwehr Kirch- und Klosterseelte von 1934 mit  Jugendfeuerwehr
- Kindergarten Kasperburg
- Schützenverein Kirch- und Klosterseelte von 1904 mit Spielmannszug und Blasorchester Klosterbachtaler von 1974
- Verein Dorf & Natur

## Persönlichkeiten, die vor Ort wirkten
- Julius H. W. Kraft (* 1917 in Bremen; † 2008 in Kirchseelte), Gründer und  langjähriger 1. Vorsitzender der Interessengemeinschaft Bauernhaus